# それゆけ!マーシー
『それゆけ!マーシー』は、1989年4月9日から1990年9月30日までTBS系列局ほかで放送された毎日放送制作のバラエティ番組。放送時間は毎週日曜 13:00 - 13:54 (JST) 。

## 概要
田代まさしの冠番組である。前番組の『やる気マンマン日曜日』はホリプロ製作だったが、この番組は完全自社制作だった（この番組からは、クレジット上ではTBS系列各局が制作協力に参加しないとされた）。また、前番組は公開放送だったが、この番組は全編スタジオ収録で行われていた。出演者のスケジュールの都合もあり、収録は当時大阪府吹田市にあった毎日放送千里丘放送センターではなく、東京テレビセンター浜町スタジオで行われていた。
番組はゲストを迎えてトークをするコーナーや、一般参加者たちが参加してゲームを楽しむコーナーなどを設けていた。1990年4月にリニューアルを行ったが、1990年9月に終了した。
制作局の毎日放送は、この番組が終了する1か月前に本社機能を毎日放送千里丘放送センターから大阪市北区茶屋町の新社屋へと移した。
最終回では司会の田代本人は冒頭で番組が「最終回」という単語をあえて使わず、「本日を持ってお休み」との旨を述べていた。

## 主な企画

### 若期・中期（1989.04.09 - 1990.03.25）
スター満点パパ
芸能人の家族が似顔絵を書き最後は、その芸能人が登場する企画。
究極の美女探し
桑野が数珠繋ぎ方式で、一般の女性を探す企画。
お部屋チェック
上記「究極の美女探し」の後継企画。タンスの中の下着を強引に見せる等の過剰な演出があったため、打ち切りとなった。企画最終回で田代・桑野が2人揃って謝罪をした。
よろしクッキング（若期の企画）
辻学園の講師を招いての料理企画。
マーシングゲーム（カーリングゲーム、中期の企画）
カーリングを使ったゲーム企画。成績に応じて賞品を進呈した。

### 晩期（1990.04.01 - 09.30）
オープニングコント
田代が一家の主の設定で送るオープニングコント。子供は子役が演じた。
芸能人とデート
毎週ゲストの芸能人を迎え、女性チーム3人1組で2チームとの対抗戦でクイズなどを行い、デート権を争うゲーム企画。また、勝者の代表者には芸能人とのデートタイムと収録したテープをプレゼントした。クイズは『クイズ100人に聞きました』と同じ体裁だった。
桑マンチャレンジコーナー
桑野司会の企画で、チーム同士の対決を繰り広げる企画。
スターと一緒
視聴者が芸能人やその他の有名人と一緒に撮った写真を投稿する企画。採用者には賞品としてダイヤモンドを進呈した。

## 出演者

### 司会
- 田代まさし

### レギュラー
- 桑野信義
- 布川敏和
- 石野真子
- ダンプ松本
- 鳥越マリ
- 翔
- 清水健太郎
- 江頭2:50
- 岩井由紀子
- ほか

## スタッフ
- SW：高田治
- カメラ：田中祥嗣、花島和弘、河西純
- 技術協力：ニユーテレス
- 収録スタジオ：浜町スタジオ
- 制作協力：アンクルエフ（現・ジャパン・ミュージックエンターテインメント）、エクシーズ、サード・プロデュース
- 製作著作：MBS

## ネット局
TBS系列内ネット
- 毎日放送（MBS・制作・幹事局）
- 東京放送（TBS・現：TBSテレビ）
- 北海道放送（HBC）
- 青森テレビ（ATV）
- 岩手放送（IBC・現：IBC岩手放送）
- 東北放送（TBC）
- テレビユー山形（TUY）
- テレビユー福島（TUF）
- 新潟放送（BSN）
- テレビ山梨（UTY）
- 信越放送（SBC）
- 静岡放送（SBS）
- 中部日本放送（CBC・現：CBCテレビ）
- 北陸放送（MRO）
- 山陰放送（BSS）
- 山陽放送（RSK・現：RSK山陽放送）
- 中国放送（RCC）
- テレビ山口（tys）
- テレビ高知（KUTV）
- RKB毎日放送（RKB）
- 熊本放送（RKK）
- 長崎放送（NBC）
- 大分放送（OBS）
- 宮崎放送（MRT）
- 南日本放送（MBC）
- 琉球放送（RBC）

系列外ネット
- 富山テレビ放送（T34・現：BBT・フジテレビ系列）[2][3]
- 福井テレビジョン放送（FTB・フジテレビ系列）[2]
- 愛媛放送（EBC・現：テレビ愛媛・フジテレビ系列）